# 24494 Megmoulding
24494 Megmoulding este un asteroid din centura principală de asteroizi.

## Descriere
24494 Megmoulding este un asteroid din centura principală de asteroizi. A fost descoperit pe 30 decembrie 2000 la Socorro, New Mexico, în cadrul proiectului LINEAR. Asteroidul prezintă o orbită caracterizată de o semiaxă mare de 2,42 ua, o excentricitate de 0,13 și o înclinație de 3,3° în raport cu ecliptica.